# Pianella
Pianella är en ort och kommun i provinsen Pescara i regionen Abruzzo i Italien. Kommunen hade 8 613 invånare (2018).